# النجم الرياضي الرادسي (كرة السلة)
النجم الرياضي الرادسي لكرة السلة (بالفرنسية: Étoile sportive de Radès (basket-ball))‏، هو نادي كرة سلة تونسي للمحترفين تأسس في سنة 1948 يقع مقره في مدينة رادس في تونس. ينافس في بطولة تونس لكرة السلة للرجال الدرجة الأعلى للدوري في تونس، وحقق اللقب المحلي ثلاثة عشر مرة في فئة الرجال ومرة واحدة في فئة السيدات، و يمثل تونس في المنافسات القارية والدولية.

## سجل ألقاب النادي لكرة السلة
فريق الرجال :
- البطولة التونسية  ★ (13) : 1964، 1965، 1966، 1967، 1968، 1969، 1970، 1971، 1972، 1976، 1984، 2017، 2018.

♦ الدور النهائي  (4) : 2013، 2015، 2019، 2020.
- كأس تونس  ★ (12) : 1961، 1962، 1963، 1964، 1965، 1968، 1970، 1971، 1972، 2017، 2018، 2019.

♦ الدور النهائي  (6) : 1973، 1975، 1976، 1989، 2008، 2013.
- الكأس المغاربية  (1) : 1975.
- البطولة المغاربية  (1) : 1971.

♦ الدور النهائي  (4) : 1965، 1966، 1968، 2012.
- كأس الأندية الأفريقية (0) :

♦ الدور النهائي  (2) : 2014، 2017.
- دورة دبي الدولية لكرة السلة  (1) : 2018[3]

- دورة حسام الدين الحريري لكرة السلة (0) :

♦ الدور النهائي  (1) : 2018
فريق السيدات  :
- البطولة التونسية للسيدات  (1) : 1969.
- كأس تونس للسيدات  (2) : 1968، 1969.

♦ الدور النهائي  (1) : 1971.

## وصلات خارجية
- صفحة النجم الرياضي الرادسي على موقع كوووة.
- الموقع الرسمي للجامعة التونسية لكرة السلة.